# النور هولمز نورتن
النور هولمز نورتن (انگلیسی: Eleanor Holmes Norton) فرستاده کنگره ایالات متحده آمریکا به نمایندگی از واشینگتن، دی.سی. است. نورتن به عنوان یکی از اعضای فاقد حق رای مجلس نمایندگان ایالات متحده آمریکا، می‌تواند در کمیته‌های کنگره ایالات متحده آمریکا عضویت داشته باشد و در صحن مجلس سخنرانی کند، ولی مجاز نیست در خصوص تصویب نهایی هیچ قانونی رای بدهد.